# Leichtathletik-Weltmeisterschaften 2022/Teilnehmer (Nördliche Marianen)
| Gelbes Symbol für Goldmedaillen mit stilisierten Olympischen Ringen | Graues Symbol für Silbermedaillen mit stilisierten Olympischen Ringen | Braundes Symbol für Bronzemedaillen mit stilisierten Olympischen Ringen |
| ------------------------------------------------------------------- | --------------------------------------------------------------------- | ----------------------------------------------------------------------- |
| ––                                                                  | –                                                                     | —                                                                       |

Der Leichtathletikverband der Nördliche Marianen nahm an den Leichtathletik-Weltmeisterschaften 2022 in Eugene mit einer Athletin teil.

## Ergebnisse

### Frauen

#### Laufdisziplinen
| Athlet         | Disziplin | Vorlauf    | Vorlauf | Halbfinale | Halbfinale | Finale | Finale |
| Athlet         | Disziplin | Zeit       | Platz   | Zeit       | Platz      | Zeit   | Platz  |
| -------------- | --------- | ---------- | ------- | ---------- | ---------- | ------ | ------ |
| Zarinae Sapong | 100 m     | 12,98 s PB | 46      | DNQ        | DNQ        | –      | –      |